# Briareósz
Briareósz (görögül: Βριαρέως) a görög mitológiában Ég-Uranosz és Gaia-Földanya fia. Ötvenfejű, százkezű óriásszörny, a titánok harcában részt vevő három fivér, a  Hekatonkheirek (Százkezűek) közül az egyik. Amikor az istenek összeesküvést szőttek Zeusz  ellen, Briareósz Thetisz istennő hívására a legfőbb isten segítségére sietett, s iszonyatos külsejével megrémítette Zeusz ellenségeit. Briareósz Poszeidón egyik leányának a férje. A Földanya szülte khtonikus szörnyeteg erejét az új istennemzedék szolgálatába állítja, akik megteremtették a világ szabályos rendjét.